# تاتسویاما، شیزوئوکا
تاتسویاما، شیزوئوکا (به لاتین: Tatsuyama) یک منطقهٔ مسکونی در ژاپن است که در ناحیه چوبو واقع شده‌است. تاتسویاما ۱٬۱۲۲ نفر جمعیت دارد.